# Åbo Akademis observatorium
Åbo Akademis observatorium (finska: Vartiovuoren tähtitorni) är ett tidigare observatorium på Vårdberget i Åbo i Finland. 
Det första förslaget till ett observatorium åt Kungliga Akademien i Åbo utfördes av arkitekten Charles Bassi, men själva byggnaden uppfördes i nyklassisk stil efter ritningar av Carl Ludvig Engel. Observatoriet  invigdes år 1819 men verksamheten avslutades tolv år senare när Åbo Akademi flyttade till Helsingfors efter Åbo brand 1827.
Byggnaden användes av Åbo sjöfartsskola mellan 1932 och 1967 och därefter som sjöfartsmuseum. 
Mellan 1999 och 2004 användes observatoriet tillfälligt av Åbo konstmuseum. Stiftelsen för Åbo Akademi köpte byggnaden av Åbo stad år 2007 och den har sedan dess  varit säte för stiftelsens kansli.
Stiftelsen avser att samla sin verksamhet i Astra, en ny byggnad som är under uppförande i centrala Åbo, och planerar att lämna observatoriebyggnaden i slutet av 2025.